# Lufengpithecini
De Lufengpithecini zijn een uitgestorven geslachtengroep uit de familie mensachtigen (Hominidae). Deze geslachtengroep bestaat uit één geslacht.

## Taxonomie
- Geslachtengroep: Lufengpithecini †
  -  Geslacht: Lufengpithecus †
    - Soort: Lufengpithecus hudienensis †
    - Soort: Lufengpithecus lufengensis †
    -  Soort: Lufengpithecus keiyuanensis †

Lufengpithecus yuanmouensis wordt beschouwd als juniorsynoniem voor Lufengpithecus hudienensis.